# 文化評論
文化評論（ぶんかひょうろん）は1993年まで発行されていた総合雑誌である。

## 概説
1961年12月号から、日本共産党中央委員会を発行元として創刊された。60年安保闘争のなかで、新左翼系との対立が生じて、文化の分野での意見の相違がめだつようになったので、共産党に近い文化人たちに、発表の場を保障する意味合いがあった。実際、文学の分野では、共産党と対立を鮮明にしていった新日本文学会に対して、批判の場として機能した。
1976年に、発行元を新日本出版社に変更、幅広い分野のことがらをあつかう総合雑誌として再出発した。しかし、1980年代からの革新側の全体的な退潮傾向の中で部数も低迷、1993年3月号を以って休刊した。

## 掲載された主な小説
- 金達寿『太白山脈』
- 霜多正次『道の島』
- 中里喜昭『与論の末裔』
- 松田解子『桃割れのタイピスト』
- 窪田精『スクランブル』
- 藤原審爾『死にたがる子』
- 小林久三『蒼ざめた祖国』

など

## 略史
- 1961年12月 - 第1号刊行
- 1993年3月 - 第387号を以って休刊